# Giovanni Federico I di Sassonia
Giovanni Federico I di Sassonia, detto Giovanni il Magnanimo (Torgau, 30 giugno 1503 – Weimar, 3 marzo 1554), fu elettore di Sassonia, capo della Confederazione protestante tedesca (la Lega Smalcaldica) e Campione della Riforma.

## Biografia

### Giovinezza
Giovanni Federico era il figlio maggiore di Giovanni di Sassonia (1468 – 1532) e della sua prima moglie, Sofia di Meclemburgo-Schwerin (1481 – 1503). Sua madre morì di parto quattordici giorni dopo la sua nascita.
Fu educato da Georg Spalatin, che tenne in grande considerazione durante tutta la sua vita. Spalatin era un amico di Martin Lutero e suo consigliere e, attraverso gli insegnamenti di Spalatin, Giovanni sviluppò una forte tendenza alle tesi di Martin Lutero. La sua conoscenza della storia era molto ampia e la sua biblioteca, che si estendeva in tutti i campi, era una delle più ricche di tutta la Germania.
Coltivò anche un'amicizia personale con Martin Lutero, iniziata per corrispondenza nei giorni in cui venne emanata la bolla di scomunica nei confronti del riformatore tedesco, mostrandosi un fedele aderente al luteranesimo. Con vivido interesse, infatti, osservò gli sviluppi della riforma. Lesse tutti gli scritti di Lutero, facendo stampare a Wittenberg la prima edizione completa delle sue opere, e negli ultimi anni della sua vita fu uno dei promotori della proposizione dell'edizione di Jena. Al castello dell'elettore a Torgau, fece costruire una cappella esplicitamente progettata per essere un luogo di riunione luterano e vi invitò Martin Lutero stesso a presenziare all'inaugurazione con un sermone.
Il padre lo introdusse nella politica e nella diplomazia del suo tempo e Giovanni Federico negoziò personalmente un trattato con l'Assia a Kreuzburg e Friedewald.
Durante la seconda dieta imperiale, la Dieta di Spira (1529) assunse temporaneamente le redini del governo al posto del padre. Gli intrighi dell'Arciduca Ferdinando lo indussero a decretare uno statuto per la Chiesa Evangelica. Partecipò alla successiva Dieta di Augusta nel 1530, firmando con lui la Confessione augustana. Le sue attitudini non rimasero comunque nell'ombra, e vinsero il disgusto dell'Imperatore.

### Elettore di Sassonia

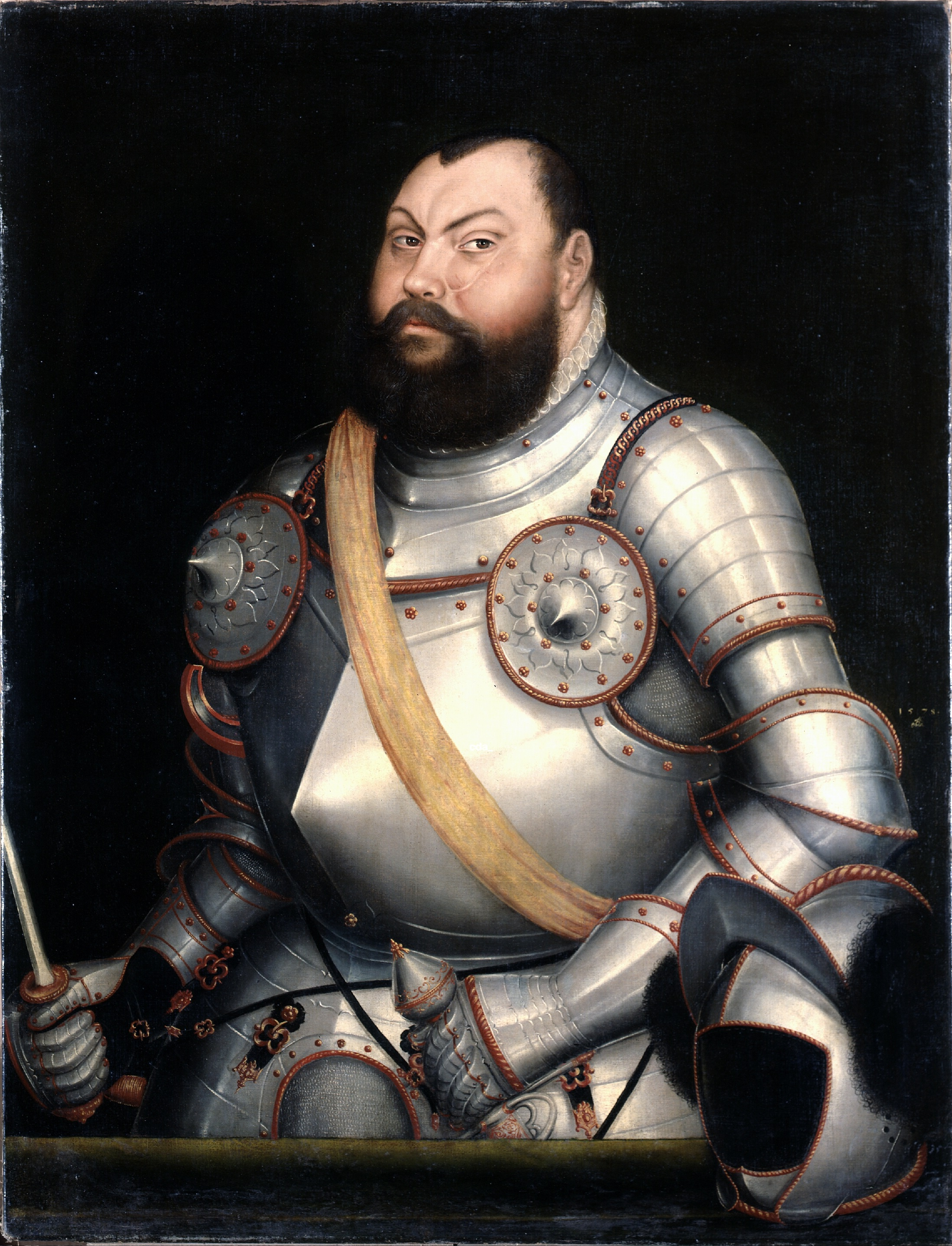
Lucas Cranach il Giovane, Ritratto di Giovanni Federico I di Sassonia in armatura (1578); olio su tela, 121×93 cm, Staatliche Kunstsammlungen, Dresda.

Nel 1532, Giovanni Federico succedette al padre come Elettore di Sassonia. All'inizio regnò con il fratellastro Giovanni Ernesto di Sassonia-Coburgo, ma nel 1542 divenne il solo reggente.
Il Cancelliere Brück, che per anni aveva guidato le relazioni internazionali del paese con prudenza e abilità, rimase come suo consigliere, ma il suo carattere lo fece desistere dall'incarico, lasciando in continuo pericolo il paese, specialmente dal momento che Giovanni Federico non era un politico accorto.
Giovanni Federico consolidò la chiesa di stato con l'istituzione di un concistoro elettorale (1542), prendendo aperte posizioni a favore della Lega di Smalcalda, ma proprio a causa della sua fervida convinzione luterana entrò in conflitto con il Langravio d'Assia, che favoriva invece un'unione tra le chiese evangeliche di Svizzera e di Strasburgo. Fu avverso alle proposte di Clemente VII e Paolo III di convocare un Concilio Generale, dal momento che egli riteneva che questo fosse solo un palliativo "per preservare il ruolo del Papa e della chiesa anti-luterana"; per evitare future incomprensioni anche nel mondo stesso della chiesa protestante luterana, Giovanni Federico chiese a Lutero di stilare i cosiddetti "Articoli Smalcaldici". Alla Dieta di Smalcalda nel 1537 il concilio venne rifiutato e l'elettore rifiutò personalmente ogni proposta, sia da parte del legato papale, sia da parte di quello imperiale.
Seguì le proposte del concilio di Regensburg del 1541, ma si rifiutò di accettare le proposte del legato pontificio Gasparo Contarini. La ricerca di un accordo fallì ancora una volta e l'elettore stesso contribuì non poco nell'ambito delle questioni ecclesiastiche anche in altri luoghi della Germania come ad Halle dove aiutò la riforma diffusa da Justus Jonas.
Contro il consiglio dell'Imperatore, di Brück e di Lutero stesso, promosse apertamente nel 1541 l'elezione di Julius von Pflug a reggente Naumburg, istituendo Nicolaus von Amsdorf come vescovo e introducendo quindi anche qui la Riforma. Nel 1542 espulse il Duca Enrico di Brunswick-Wolfenbüttel dalle sue terre per proteggere le città evangeliche di Goslar e Brunswick e vi introdusse la riforma. L'Elettore apparve personalmente alla Dieta di Spira nel 1544. L'Imperatore riconobbe la dichiarazione di Regensburg del 1541 e le precedenti del 1532 e del 1541 dal momento che aveva bisogno anche dell'aiuto dei principi protestanti nella propria guerra contro la Francia. Giovanni Federico in questo momento pensò che la pace avrebbe sicuramente giovato alla propria patria e alla causa protestante.
Quando scoppiò la Guerra Smalcaldica nel 1546, marciò verso sud alla testa delle proprie truppe, ma l'inaspettata invasione delle sue terre da parte del cugino Maurizio di Sassonia lo costrinse a ritornare. Vinse negli scontri e recuperò buona parte dei propri territori cacciando Maurizio, ma all'improvviso l'Imperatore intervenne da nord e sorprese Giovanni Federico. La Battaglia di Mühlberg, il 24 aprile 1547, lo costrinse ancora una volta a prendere il comando delle proprie armate. Ricevette un colpo di spada sulla guancia sinistra che lo lasciò con una cicatrice sul volto. Venne fatto prigioniero da Carlo V e venne inviato in esilio a Worms.

### Prigionia
L'Imperatore Carlo V lo condannò a morte come ribelle riottoso; ma, per merito di Sibilla, moglie dell'elettore, non eseguì la sentenza, ma entrò in negoziati. Per proteggere la propria moglie e i propri figli, e per evitare che Wittenberg fosse distrutta, Giovanni Federico concesse la Capitolazione di Wittenberg, e, dopo essere stato costretto a cedere il governo delle proprie terre a Maurizio di Sassonia, la sua condanna venne mutata nel carcere a vita.
Divenne ancora più magnanimo nei giorni della prigionia, mantenendo una fitta corrispondenza anche con i propri figli, con la moglie e con i suoi consiglieri. Si rifiutò comunque di abiurare la fede protestante e di aderire all'Interim di Augsburg, aggiungendo che se avesse accettato avrebbe compiuto "un peccato contro lo Spirito Santo, perché tutto ciò che era stato fatto contro il protestantesimo andava contro la parola di Dio". Molte furono le opportunità che gli vennero date di divenire libero con l'abiura, ma rifiutò categoricamente ogni volta.

### Ultimi giorni e morte
Un attacco improvviso all'imperatore da parte dell'elettore Maurizio decretò la fine della prigionia di Giovanni Federico, che venne pubblicato il 1º settembre 1552. Tornato in patria, spostò la capitale da Weimar e riformò le condizioni del proprio paese. Uno dei suoi più brillanti progetti fu l'istituzione dell'università di Jena, risalente al 1547 ma che non poté attuarre causa la prigionia. L'università fu effettivamente fondata 4 anni dopo la sua morte dai suoi tre figli, una volta ottenuto l'assenso dell'imperatore Ferdinando I.
Morì a Weimar nel 1554.

## Ascendenza
|                                   |                                   |                                     | Genitori                            |  |  | Nonni |  |  | Bisnonni                |  |  | Trisnonni              |  |
|                                   |                                   |                                     |                                     |  |  |       |  |  | Federico II di Sassonia |  |  | Federico I di Sassonia |  |
|                                   |                                   |                                     |                                     |  |  |       |  |  | Federico II di Sassonia |  |  | Federico I di Sassonia |  |
|                                   |                                   | Caterina di Brunswick-Lüneburg      |                                     |  |  |       |  |  | Federico II di Sassonia |  |  |                        |  |
| Ernesto di Sassonia               |                                   |                                     |                                     |  |  |       |  |  | Federico II di Sassonia |  |  |                        |  |
|                                   |                                   | Margherita d'Austria                | Ernesto I d'Asburgo                 |  |  |       |  |  |                         |  |  |                        |  |
|                                   |                                   | Margherita d'Austria                | Ernesto I d'Asburgo                 |  |  |       |  |  |                         |  |  |                        |  |
|                                   |                                   | Margherita d'Austria                | Cimburga di Masovia                 |  |  |       |  |  |                         |  |  |                        |  |
| Giovanni di Sassonia              |                                   | Margherita d'Austria                |                                     |  |  |       |  |  |                         |  |  |                        |  |
|                                   |                                   | Alberto III di Baviera              | Ernesto di Baviera-Monaco           |  |  |       |  |  |                         |  |  |                        |  |
|                                   |                                   | Alberto III di Baviera              | Ernesto di Baviera-Monaco           |  |  |       |  |  |                         |  |  |                        |  |
|                                   |                                   | Alberto III di Baviera              | Elisabetta Visconti                 |  |  |       |  |  |                         |  |  |                        |  |
| Elisabetta di Baviera             |                                   | Alberto III di Baviera              |                                     |  |  |       |  |  |                         |  |  |                        |  |
|                                   |                                   | Anna di Braunschweig-Grubenhagen    | Erich I di Braunschweig-Grubenhagen |  |  |       |  |  |                         |  |  |                        |  |
|                                   |                                   | Anna di Braunschweig-Grubenhagen    | Erich I di Braunschweig-Grubenhagen |  |  |       |  |  |                         |  |  |                        |  |
|                                   |                                   | Anna di Braunschweig-Grubenhagen    | Elisabetta di Brunswick-Göttingen   |  |  |       |  |  |                         |  |  |                        |  |
| Giovanni Federico I di Sassonia   |                                   | Anna di Braunschweig-Grubenhagen    |                                     |  |  |       |  |  |                         |  |  |                        |  |
|                                   | Enrico IV di Meclemburgo-Schwerin | Giovanni IV di Meclemburgo-Schwerin |                                     |  |  |       |  |  |                         |  |  |                        |  |
|                                   | Enrico IV di Meclemburgo-Schwerin | Giovanni IV di Meclemburgo-Schwerin |                                     |  |  |       |  |  |                         |  |  |                        |  |
|                                   | Enrico IV di Meclemburgo-Schwerin | Caterina di Sassonia-Lauenburg      |                                     |  |  |       |  |  |                         |  |  |                        |  |
| Magnus II di Meclemburgo-Schwerin | Enrico IV di Meclemburgo-Schwerin |                                     |                                     |  |  |       |  |  |                         |  |  |                        |  |
|                                   |                                   | Dorotea di Brandeburgo              | Federico I di Brandeburgo           |  |  |       |  |  |                         |  |  |                        |  |
|                                   |                                   | Dorotea di Brandeburgo              | Federico I di Brandeburgo           |  |  |       |  |  |                         |  |  |                        |  |
|                                   |                                   | Dorotea di Brandeburgo              | Elisabetta di Baviera-Landshut      |  |  |       |  |  |                         |  |  |                        |  |
| Sofia di Mecleburgo-Schwerin      |                                   | Dorotea di Brandeburgo              |                                     |  |  |       |  |  |                         |  |  |                        |  |
|                                   |                                   | Eric II di Pomerania-Wolgast        | Vartislao IX di Pomerania-Wolgast   |  |  |       |  |  |                         |  |  |                        |  |
|                                   |                                   | Eric II di Pomerania-Wolgast        | Vartislao IX di Pomerania-Wolgast   |  |  |       |  |  |                         |  |  |                        |  |
|                                   |                                   | Eric II di Pomerania-Wolgast        | Sofia di Sassonia-Lauenburg         |  |  |       |  |  |                         |  |  |                        |  |
| Sofia di Pomerania-Wolgast        |                                   | Eric II di Pomerania-Wolgast        |                                     |  |  |       |  |  |                         |  |  |                        |  |
|                                   |                                   | Sofia di Pomerania-Stolp            | Boghislao IX di Pomerania-Stolp     |  |  |       |  |  |                         |  |  |                        |  |
|                                   |                                   | Sofia di Pomerania-Stolp            | Boghislao IX di Pomerania-Stolp     |  |  |       |  |  |                         |  |  |                        |  |
|                                   |                                   | Sofia di Pomerania-Stolp            | Maria di Masovia                    |  |  |       |  |  |                         |  |  |                        |  |
|                                   |                                   | Sofia di Pomerania-Stolp            |                                     |  |  |       |  |  |                         |  |  |                        |  |

## Matrimonio
A Torgau, il 9 febbraio 1527, Giovanni Federico sposò Sibilla di Kleve (1512 – 1554), figlia di Giovanni III di Kleve, da cui ebbe quattro figli:
- Giovanni Federico (1529-1595);
- Giovanni Guglielmo (1530-1573);
- Giovanni Federico (1538-1565);
- Giovanni Enesto.